# Надлацька волость
Надлацька волость — історична адміністративно-територіальна одиниця Єлизаветградського повіту Херсонської губернії із центром у селі Надлак.
Станом на 1886 рік складалася з 16 поселень, 13 сільських громад. Населення — 9284 особи (4691 чоловічої статі та 4593 — жіночої), 1890 дворових господарства.
|                     | Площа, десятин | У тому числі орної, дес. |
| ------------------- | -------------- | ------------------------ |
| Сільських громад    | 16345          | 11562                    |
| Приватної власності | 4474           | 1633                     |
| Казенної власності  | 4520           | 1455                     |
| Іншої власності     | 340            | 240                      |
| Загалом             | 25679          | 14910                    |

Основні поселення волості:
- Надлак (Клитень) — колишнє державне село при річках Вись й Кітенька за 100 верст від повітового міста, 2020 осіб, 441 дворове господарство, православна церква, школа, приймальний покій. За 6 верст — шинок.
- Живанова (Михайлівка, Глевка) — колишнє державне село при річках Вись й Кітенька, 551 особа, 114 дворових господарств, православна церква.
- Колинболот — колишнє державне село при річках Вись й Вільшанка, 2518 осіб, 541 дворове господарство, православна церква, школа, 7 лавок, базари по понеділках.
- Вільшанка (Іванівка) — колишнє власницьке село, 281 особа, 39 дворових господарств, молитовний будинок.
- Петроострів — колишнє державне село при річці Вись, 2309 осіб, 492 дворових господарства, православна церква, школа.
- Тимофіївка — колишнє власницьке село при Балці Вошивій, 492 особи, 90 дворових господарств, православна церква.

За даними 1896 року у волості налічувалось 46 поселень, 1973 дворових господарства, населення становило 10 065 осіб.